# Мурзабаева (деревня)
Мурзабаева — деревня в Сафакулевском районе Курганской области. Входит в состав Субботинского сельсовета.

## История
До 1917 года входила в состав Сарт-Калмыкской волости Челябинского уезда Оренбургской губернии. По данным на 1926 год состояла из 98 хозяйств. В административном отношении являлась центром Мурзабаевского сельсовета Яланского района Челябинского округа Уральской области.

## Население
| 1989 | 2002 | 2010 |
| ---- | ---- | ---- |
| 227  | ↗259 | ↘183 |

По данным переписи 1926 года в деревне проживало 462 человека (231 мужчина и 231 женщина), в том числе: башкиры составляли 100 % населения.